# Лемке, Макс (гребец)
Макс Лемке (нем. Max Lemke; род. 2 декабря 1996, Хеппенхайм, Гессен) — немецкий байдарочник, трёхкратный олимпийский чемпион 2020 и 2024 годов, четырёхкратный чемпион мира, двукратный чемпион Европы, серебряный призёр II Европейских игр 2019 года. Участник летних Олимпийских игр 2020 и 2024 годов.

## Спортивная карьера
Макс Лемке выиграл свои первые международные старты в 2017 году, когда вместе с Рональдом Рауэ в Пловдиве занял третье место на чемпионате Европы на дистанции 200 метров. В этом же году стал чемпионом мира в четверках на дистанции 500 метров в Рачице. В 2018 и 2019 годах защитил свой титул чемпиона мира в четвёрках в составе немецкой команды.
В Минске в 2019 году на II Европейских играх Лемке завоевал серебряную медаль на дистанции 500 метров в байдарках-четвёрках.
На Олимпийских играх 2021 года в Токио Макс Лемке вошёл в состав сборной Германии по гребле на байдарках и в четвёрках на дистанции 500 метров стал олимпийским чемпионом. Команда Германии опередила Испанию и Словакию на финише финального заезда.
В 2023 году на чемпионате мира в Дуйсбурге Ламке в составе байдарки-четвёрки завоевал свой четвёртый титул чемпиона мира.
На летних Олимпийских играх в Париже в 2024 года немец завоевал две золотые олимпийские медали. Победы были одержаны среди байдарок-четвёрок и в байдарках-двойках в паре с Якобом Шопфом.
В 2025 году на чемпионате Европы в Рачице в байдарках-двойках на дистанции 500 метров стал чемпионом Европы. 